# Jhonny Acosta
Jhonny Acosta (* 21. Juli 1983 in Alajuela) ist ein costa-ricanischer Fußballspieler.

## Karriere

### Klub
Er begann seiner Karriere bei Santos de Guápiles, wo er im Sommer 2004 fest in die erste Mannschaft vorrückte. Hier spielte er schließlich bis Sommer 2010 und schloss sich dann LD Alajuelense an. Nach knapp drei Jahren wurde er hiervon Anfang 2013 zum mexikanischen Klub Dorados Sinaloa verliehen. Nach seiner Rückkehr im Sommer des Jahres ging es per festem Wechsel gleich weiter zum CS Herediano.  Doch auch hier spielte er, trotz einer Vertragsverlängerung im November 2017, nicht durchgehend durch, sondern wurde im Januar 2018 wieder einmal verliehen. Dieses Mal zu Rionegro Águilas in Kolumbien, für welche er bis zur Mitte des Jahres auflief.
Anschließend gibt es in den nächsten Jahren ein Hin und Her zwischen dem indischen Klub East Bengal FC und dem UCR FC in seinem Heimatland. Am Ende verbleibt er bis zum Sommer 2020 in Indien, bekommt danach aber keinen neuen Vertrag mehr.
Ein paar Monate später, schloss er sich zurück in Costa Rica dann Deportivo Saprissa an, für die er auch schon in der Jugend gespielt hatte. Ab Januar 2021 folgte dann eine weitere Station bei Municipal Pérez Zeledón, wonach er seit Sommer 2021 bis heute jedoch ohne Vertrag dasteht.

### Nationalmannschaft
Sein erster bekannter Einsatz für die Nationalmannschaft ist ein 1:1-Freundschaftsspiel gegen Argentinien am 29. März 2011. Ein paar Monate später stand er schon im Kader der Mannschaft beim Gold Cup 2011 und schafft es hier bis ins Viertelfinale. Auch bei der anschließenden Copa América 2011 war er dabei. Nach weiteren Freundschaftsspielen kam er ab September 2012 dann auch in Qualifikationsspielen der Weltmeisterschaft 2014 zum Einsatz. Hier war er auch im Kader bei der Endrunde dabei und kam in zwei Partien zum Einsatz.
Nun folgten weitere Qualifikationsspiele für verschiedene Turnier und auch eine Teilnahme am Copa América Centenario im Sommer 2016. Beim Gold Cup 2017 war er wiederum in zwei Partien dabei und nach der erfolgten Qualifikation für die Endrunde, nahm er auch an der Weltmeisterschaft 2018 teil. Nachdem er hier in jedem Gruppenspiel zum Einsatz gekommen war, beendete er schließlich seine Karriere in der Nationalmannschaft.